# Saint-Maurice-de-Ventalon
Saint-Maurice-de-Ventalon är en kommun i departementet Lozère i regionen Occitanien i södra Frankrike. Kommunen ligger i kantonen Le Pont-de-Montvert som tillhör arrondissementet Florac. År 2018 hade Saint-Maurice-de-Ventalon 58 invånare.

## Befolkningsutveckling
Antalet invånare i kommunen Saint-Maurice-de-Ventalon
| Referens: INSEE |